# Blumberg Motor Manufacturing Company
Die Blumberg Motor Manufacturing Company war ein US-amerikanischer Hersteller von Automobilen und Traktoren.

## Unternehmensgeschichte

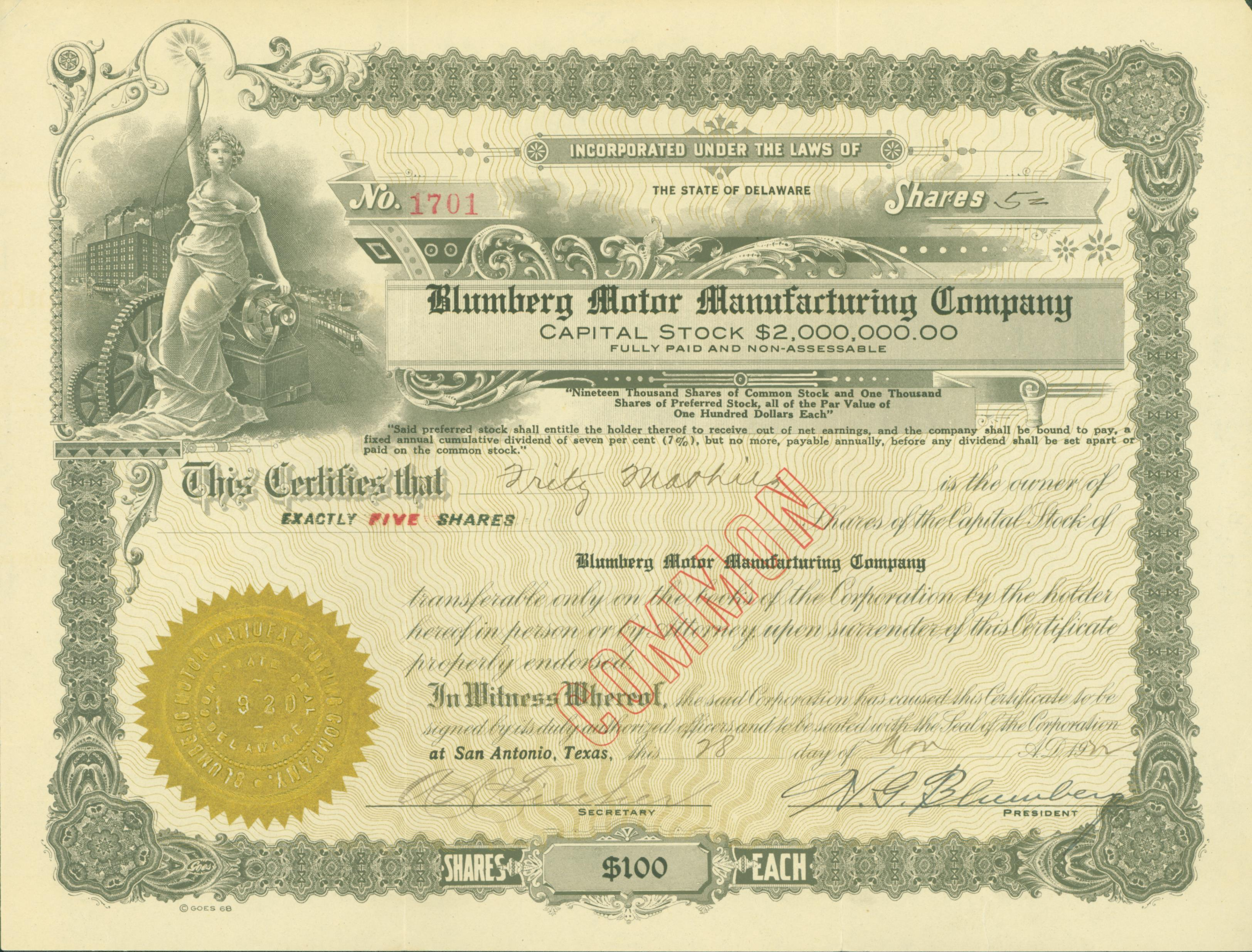
Aktie der Blumberg Motor Manufacturing Company vom 28. November 1922

Das Unternehmen wurde am 1. Juni 1914 in San Antonio in Texas als Familienbetrieb gegründet. Hamilton Gustave Blumberg wurde Präsident, sein Bruder Randolph Julius Vizepräsident und sein Schwager A. D. Fischer Schatzmeister. Außerdem waren die Onkel H. D. und Joseph Hierholzer im Unternehmen tätig. Im August 1915 wurde das Unternehmen offiziell eingetragen. Der Hauptsitz wurde nach Orange, ebenfalls in Texas, verlegt. Das Hauptprodukt war ein Motor, der überwiegend in Traktoren eingebaut wurde. Außerdem entstanden von 1915 bis 1922 einige Personenkraftwagen, die als Blumberg vermarktet wurden. Nach Aufgabe der Fahrzeugproduktion wurden noch Teile gefertigt sowie Fahrzeuge von der Mitchell Motors Company verkauft. 1925 wurde das Unternehmen aufgelöst.

## Produkte
Den Motor hatte Hamilton Blumberg entworfen. Es wurde behauptet, dass er so kühl arbeiten würden, dass weder Ventilator noch Kühlergrill nötig wären.
Für die Pkw standen sowohl Vierzylindermotoren als auch V8-Motoren zur Wahl. Ein siebensitziger Tourenwagen ist überliefert, der für 3000 US-Dollar angeboten wurde. Viele Teile wurden selber hergestellt.
Die Traktoren wurden als Blumberg Steady Pull vermarktet. Es scheint sich um konventionelle Konstruktionen gehandelt zu haben, die wohl ab 1914 entwickelt wurden und um 1915 auf den Markt kamen. Zunächst erschien der Steady Pull 12-24 mit dem genannten hauseigenen Vierzylindermotor. Bohrung und Hub betragen, wahrscheinlich gerundet, 4 × 5 Zoll (101,6 × 127 mm), was einen Hubraum um 250 Kubikzoll (ca. 4,1 Liter) ergibt. Die Typenbezeichnung bezieht sich üblicherweise auf die Leistung am Ziehbalken (12 bhp) und an der Zapfwelle (24 bhp).
1919 wurde das Programm um den Blumberg Steady Pull 9-18 erweitert. Das Modell war eine verkleinerte Version des 12-24. Typischerweise waren Traktorenmotoren dieser Zeit langhubig ausgelegt, mit einer Bohrung, die etwa 70 bis 80 Prozent des Hubs betrug. Dieser Traktor erhielt aber einen wohl ebenfalls im Hause entwickelten Vierzylindermotor mit einem quadratischen Verhältnis von Bohrung und Hub von je 3,75 Zoll (95,25 mm). Das ergibt einen Hubraum von 165,7 Kubikzoll oder 2,7 Liter. Nach 1924 sind Blumberg-Traktoren nicht mehr nachweisbar.